# Afroablepharus duruarum
Afroablepharus duruarum là một loài thằn lằn trong họ Scincidae. Loài này được Monard mô tả khoa học đầu tiên năm 1949.